# Flughafen Gulbarga Kalaburagi

i8
i11
i13
Der ca. 479 m hoch gelegene Flughafen Gulbarga Kalaburagi (englisch Gulbarga Kalaburagi Airport, IATA-Code: GBI, ICAO-Code: VOGB) ist ein nationaler Flughafen ca. 13 km (Fahrtstrecke) östlich der Großstadt Kalaburagi (ehemals Gulbarga) im Bundesstaat Karnataka im Südwesten Indiens.

## Geschichte
Der im Jahr 2019 fertiggestellte und für Großraumflugzeuge geeignete Flughafen wurde noch im selben Jahr an den Betreiber übergeben.

## Verbindungen
Derzeit betreiben mehrere indische Fluggesellschaften mehrmals tägliche Flüge nach Bangalore, aber auch Tirupati wird mehrmals wöchentlich angeflogen.

## Sonstiges
- Betreiber des Flughafens ist die Airports Authority of India.
- Es gibt eine für Großraumflugzeuge geeignete Start-/Landebahn mit ca. 3275 m Länge.